# Odlehlík

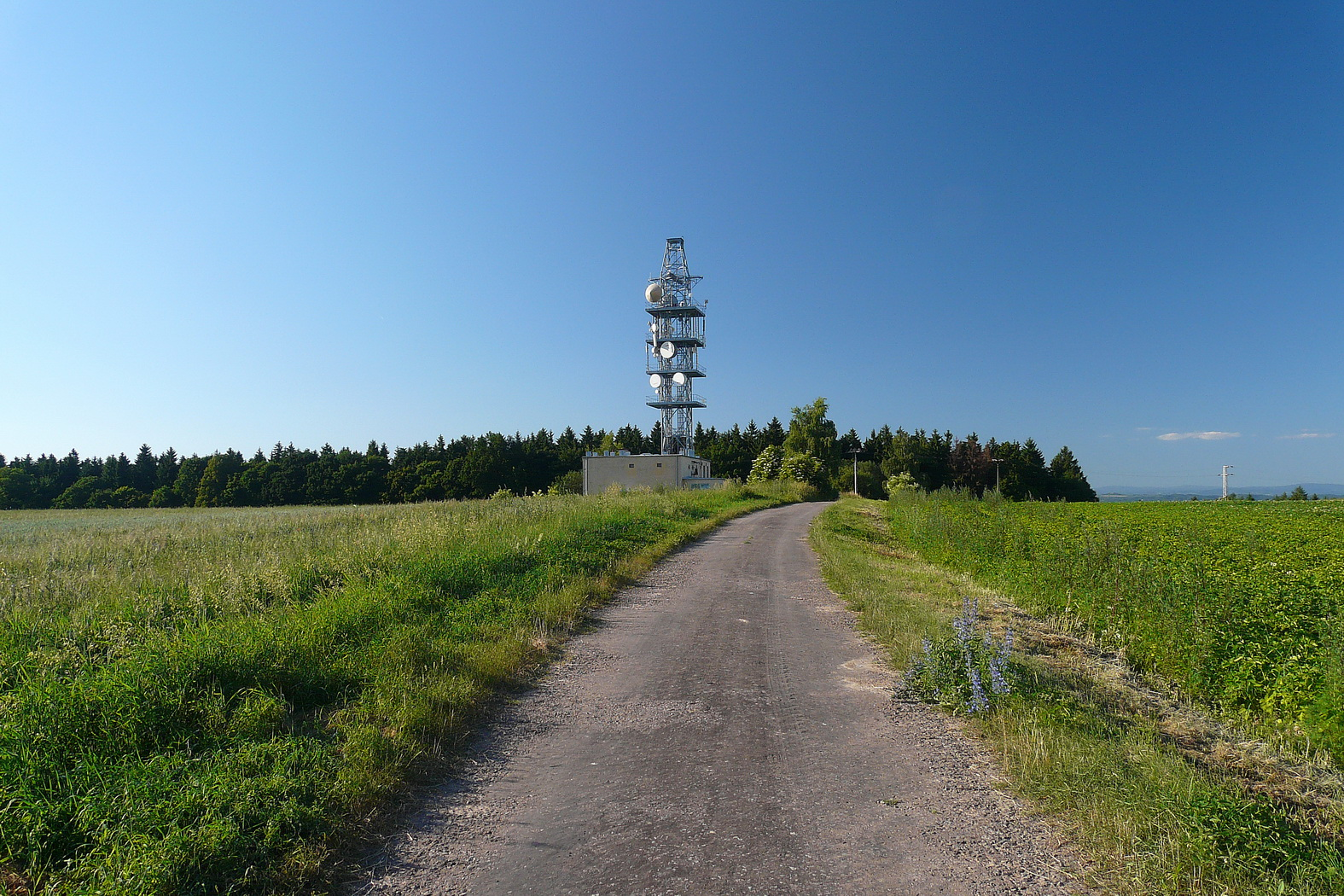
Vrchol U doubku s vysílačem

Odlehlík je zbytek denudovaného vyššího reliéfu v rozvodních částech terénu, který vyčnívá nad okolní zarovnaný povrch a před fluviální erozí ho ochránila jeho odlehlá poloha. Příkladem odlehlíku je např. vrch Lom v Rakovnické pahorkatině tvořený slepenci a arkózami.